# 김수영 (성우)
김수영(1991년 1월 2일 ~ )은 대한민국의 성우로, 2013년 교육방송 성우극회 공채 23기로 입사했다.

## 학력
- 국립국악중학교(대금전공/졸업)
- 국립국악고등학교(대금전공/졸업)

## 출연작

### 다큐 및 교양
- EBS 부모 (EBS)
- EBS 교육리포트 ON (EBS)
- EBS <특별생방송> 2014 수능 출제위원장 기자회견 (EBS)
- 같이 놀자 도도랑 (EBS)
- 개념잡기 (EBS)
- 발견 ! 과학 이야기 (EBS)
- 2013.07.22 EBS 다큐 10+ <하늘의 제왕, 흰꼬리 수리>
- 2013.07.31 EBS 다큐 10+ <아시아의 경제 혁명> - 제1편 태국 자동차 산업
- 2013.08.14 EBS 다큐 10+ <아시아의 경제 혁명> - 제3편 인도네시아 금융 시장
- 2013.09.13 EBS 하나뿐인 지구 <길, 문명의 자화상>
- 2013.10.09 EBS 세계의 눈 <스톤헨지 발굴 프로젝트>
- 2014.04.28 EBS 다큐 오늘 <내 이름은 길고양이>
- 2014.04.29 EBS 다큐 오늘 <물 위의 고양이>
- 2014.06.14 EBS 세계의 눈 <신기한 자연> - 제1부 쥐 떼의 창궐과 고래의 떼죽음
- 2014.06.15 EBS 세계의 눈 <신기한 자연> - 제2부 야광바다와 싱크홀
- 2015.02.15 EBS 세계의 눈 <신기한 자연> - 제1부 쥐 떼의 창궐과 고래의 떼죽음
- 2015.02.22 EBS 세계의 눈 <신기한 자연> - 제1부 쥐 떼의 창궐과 고래의 떼죽음
- 2015.05.09 EBS 세계의 눈 <신기한 자연> - 제1부 별난 자식 사랑
- 2015.05.16 EBS 세계의 눈 <신기한 자연> - 제2부 성가신 이웃의 귀환
- 2015.05.23 EBS 세계의 눈 <신기한 자연> - 제3부 초능력을 타고난 동물들
- 2015.08.22 EBS 세계의 눈 <슈퍼태풍, 도시를 삼키다>
- 2015.08.29 EBS 세계의 눈 <책의 미래>
- 2016.01.31 EBS 세계의 눈 <총기난사 사건의 실체>
- 2016.06.11 EBS 세계의 눈 <진화의 역사 - 모성애가 생기기까지>
- 언더커버보스 넥스트 외화 더빙 (OBS 경인방송)
- 시각장애인 전용 TV 프로그램 나레이션

### 라디오
- 라디오 역사극장 (EBS)
- 2013.08.19 ~ 2013.08.23 EBS 라디오 소설 (EBS) 노경실 作 철수는 철수다 - 새엄마, 중학생
- 2013.09.12 ~ 2013.09.21 EBS 라디오 인물열전 (EBS) 헬렌켈러 - 이웃 여자
- 2014.01.30 ~ 2014.02.08 EBS 라디오 인물열전 (EBS) 오드리 햅번 - 스타 여배우
- 2014.03.13 ~ 2014.03.22 EBS 라디오 인물열전 (EBS) 앙투안 드 생텍쥐페리 - 어린 왕자
- 2014.03.27 ~ 2014.04.05 EBS 라디오 인물열전 (EBS) 윤동주 - 윤혜원
- 2014.04.10 ~ 2014.04.19 EBS 라디오 인물열전 (EBS) 로댕 - 쥐디투 클라델 外
- 2014.04.24 ~ 2014.05.02 EBS 라디오 인물열전 (EBS) 이사도라 던컨 - 데어르트 外
- 2014.05.08 ~ 2014.05.17 EBS 라디오 인물열전 (EBS) 이태석 - 간호사 外
- 2014.05.22 ~ 2014.05.31 EBS 라디오 인물열전 (EBS) 나혜석 - 박인덕 外
- 2014.06.05 ~ 2014.06.15 EBS 라디오 인물열전 (EBS) 레이첼 카슨 - 여학생 外
- 2014.06.19 ~ 2014.06.28 EBS 라디오 인물열전 (EBS) 쇼팽 - 솔랑쥬
- 2014.07.17 ~ 2014.07.25 EBS 라디오 인물열전 (EBS) 로버트 카파 - 에바
- 2014.09.29 ~ 2014.10.06 EBS 낭독B (EBS) 이문열 作 금시조
- 2014.10.16 ~ 2014.10.21 EBS 낭독B (EBS) 이문열 作 알 수 없는 일들
- 2015.03.30 ~ 2015.04.25 EBS 낭독A (EBS) 윌리엄 아이리시 作 환상의 여인
- EBS 북카페 - 2013.11.08~ 별들의 고향
- EBS 북카페 - 2013.11.25~ 만추
- EBS 북카페 - 2014.01.13~ 우리들의 일그러진 영웅
- EBS 북카페 - 2014.02.17~ 미술관 옆 동물원
- EBS 북카페 - 2014.03.03~ 위험한 상견례
- EBS 북카페 - 2014.08.11~ 수상한 그녀
- EBS 소설마당 판 라디오 웹툰 - 2013.09.30~ 마음이 만든 것
- EBS 소설마당 판 라디오 웹툰 - 2013.10.07~ 나는 매일 그를 훔쳐본다
- EBS 소설마당 판 라디오 웹툰 - 2013.12.23~ 세브리깡
- EBS 어른을 위한 동화 - 2013~2016

### 애니메이션
- EBS 역사 e뉴스 '흥선대원군의 개혁 정치' (EBS)
- 방귀대장 뿡뿡이 - 빵구 外 (EBS)
- 만점왕 6학년 (EBS)
- 명탐정 피트 (EBS)
- 명탐정 코난 18기 (투니버스) - 이주리 / 천희재(18기)
- 모야모야 (EBS)
- 미술 탐험대 (EBS)
- 수학UP (EBS)
- 요술상자 - 키트 外 (EBS)
- 위인극장 (EBS)
- 초능력 특공대 (EBS)
- 학교폭력 실태조사 콘텐츠 (EBS)
- 반짝반짝 나의 우주 (EBS)
- 슈퍼윙스 시즌 1 (EBS) - 꽁지 外 , 켈리
- ebs math - 마법수학술사 세미 시즌 2,3 [라미 외]
- ebs math - 기하 & 뀨
- 플라워링 하트 (EBS) - 라일라, 고동우 외 다수
- 소녀탐정 사건파일 (EBS) - 도로시고모, 사우슨, 타오 외 다수
- 라비 로고송 (KBS)
- 올로밥언덕 - 디노, 토리, 노키, 아루 외 다수
- 아마존 아티와 우주예술여행
- 포켓몬스터 W (투니버스)
- 디지몬 고스트 게임 (재능TV) - 가와파몬
- 모아나 2 - 마탕이
- 엘리오 - 올가 솔리스 소

### 오디오 드라마
- 말할 수 없는 남매 (VoiceStory)
- What does the fox say? (VoiceStory)
- 쿠베라 (VoiceStory) - 쿠베라

광고
- TV - 삼성 애드워시 세탁기 독일(뮌헨)편 나레이션 및 연기
- 라디오 - 비락식혜 추석편 100세인생 패러디 노래 및 나레이션
- 라디오 - 대소 IC 트루원
- 바이럴광고 - AIA생명 나레이션

게임
- 다함께 차차차 (쌈바의 추격) - 쌈바의 여인
- World of Warcraft
- 네오위즈 블래스 - 온라인 시스템 메시지 나레이션 외 캐릭터 1
- 나이츠크로니클 - 라헬, 힐다, 마우, 얀, 키샤이, 아르딜

### 기타
- 현대모비스 "배틀 로얄 카 레이싱, DOA 2022" - 모비, 반려견